# Piz dal Teo
Piz dal Teo är en bergstopp i Schweiz.   Den ligger i regionen Bernina och kantonen Graubünden, i den östra delen av landet, 210 km öster om huvudstaden Bern. Toppen på Piz dal Teo är 3 049 meter över havet, eller 509 meter över den omgivande terrängen. Bredden vid basen är 8,2 km.
Terrängen runt Piz dal Teo är huvudsakligen bergig, men den allra närmaste omgivningen är kuperad. Runt Piz dal Teo är det ganska glesbefolkat, med 38 invånare per kvadratkilometer.. Närmaste större samhälle är Poschiavo, 7,3 km sydväst om Piz dal Teo. 
Trakten runt Piz dal Teo består i huvudsak av gräsmarker.